# Efekt Ehrenfesta-Tolmana
Efekt Ehrenfesta-Tolmana (znane również jako zjawisko Tolmana-Ehrenfesta) – zjawisko, w którym temperatura w równowadze termicznej nie jest stała w przestrzeni (w stacjonarnym polu grawitacyjnym) i zmienia się wraz z krzywizną czasoprzestrzeni. Zjawisko to zbadali w 1930 roku Paul Ehrenfest i Richard Tolman.
W stacjonarnej czasoprzestrzeni z czasowym polem Killinga {\displaystyle \xi ,} dla temperatury {\displaystyle T,} obowiązuje zależność Tolmana-Ehrenfesta:
{\displaystyle T\,||\xi ||=\mathrm {const} ,} gdzie {\displaystyle ||\xi ||={\sqrt {g_{ab}\xi ^{a}\xi ^{b}}}} jest normą czasowego pola Killinga.
Ta zależność prowadzi do koncepcji czasu termicznego, który został uznany za możliwą podstawę dla termodynamiki w pełni ogólnorelatywistycznej. Wykazano, że efekt Ehrenfesta-Tolmana można wyprowadzić stosując zasadę równoważności do koncepcji, że temperatura jest stosunkiem czasu termicznego do czasu właściwego.